# Chiesa di San Martino (Pontedera)
La chiesa di San Martino era una chiesa di Pontedera (PI).
La chiesa è attestata in una bolla di Celestino III del 1193. Questo documento è anche il primo che cita il toponimo di Pontedera. Non sappiamo esattamente se fosse all'interno o all'esterno delle mura del castello. Si presume però che fosse appena fuori ubicata dove fino a prima della seconda guerra mondiale esisteva piazza San Martino, tra l'attuale piazza Garibaldi e via della Misericordia.
La chiesa era posta sotto la pieve di Calcinaia e risulta distrutta già nel XVI secolo.